# أوسكار ماسون
أوسكار ماسون (بالإيطالية: Oscar Mason)‏ هو دراج إيطالي، ولد في 25 مايو 1975 في تشيزينا في إيطاليا.

## وصلات خارجية
- أوسكار ماسون على موقع الاتحاد الدولي للدراجات (الإنجليزية)
- أوسكار ماسون على موقع أرشيف الدراجات (الإنجليزية)
- أوسكار ماسون على موقع إحصائيات الدراجات الإحترافية (الإنجليزية)
- أوسكار ماسون على موقع نسبة الدراجات (الإنجليزية)
- أوسكار ماسون على موقع CycleBase (الإنجليزية)